# Cheumatopsyche piljanae
Cheumatopsyche piljanae is een schietmot uit de familie van de Hydropsychidae. De soort komt voor in het Australaziatisch gebied.
De wetenschappelijke naam voor de soort werd voor het eerst geldig gepubliceerd in 1999 door Wolfram Mey.